# Papa Paolo IV
Papa Paolo IV, nato Gian Pietro Carafa (in latino Paulus IV; Capriglia, 28 giugno 1476 – Roma, 18 agosto 1559), è stato il 223º papa della Chiesa cattolica dal 1555 alla morte.

## Biografia
Gian Pietro Carafa nacque a Capriglia, un borgo del Principato Ultra, nel Regno di Napoli (attualmente in provincia di Avellino), il 28 giugno del 1476, terzo dei nove figli di Giovanni Antonio dei conti Carafa della Stadera (una delle casate più facoltose del Regno di Napoli) e di Vittoria Camponeschi, figlia di Pietro Lalle Camponeschi, V ed ultimo conte di Montorio al Vomano, e della nobildonna portoghese Maria de Noronha. La famiglia ne affidò l'educazione e le cure allo zio paterno, il cardinale Oliviero Carafa, raffinato cultore di lettere e mecenate, il quale lo avviò allo studio del greco antico e dell'ebraico.
Notate le sue qualità, lo zio lo introdusse poi alla corte del pontefice Alessandro VI, presso il quale prestò servizio dapprima come cameriere pontificio ed in seguito come protonotario apostolico. Successivamente, quando lo zio Oliviero, vescovo di Chieti, lasciò la cattedra episcopale, fu lo stesso Gian Pietro a subentrargli in carica. Egli fu consacrato il 18 settembre 1505 e, l'anno successivo, prese possesso della diocesi e vi rimase fino al 1513.
Tornò a Roma per partecipare al Concilio Lateranense V, poi fu impegnato in missioni diplomatiche in Inghilterra (dove conobbe Erasmo da Rotterdam), nelle Fiandre e in Spagna. Durante il breve regno di papa Adriano VI (1522-23) partecipò alla riforma della Curia romana avviata dal pontefice olandese.
Nel 1524, Clemente VII permise al Carafa di rinunciare ai suoi benefici e di entrare nell'Oratorio del Divino Amore, a Roma: qui conobbe Gaetano Thiene, con cui decise di fondare l'ordine dei Chierici regolari teatini (dal nome latino della città di Chieti, Teate). Nel 1527 scampò al Sacco dei Lanzichenecchi e si rifugiò a Venezia, dove rimase fino al 1534.
Appoggiò la decisione di papa Paolo III (1534-1549) di convocare un concilio ecumenico. Richiamato a Roma da Paolo III, fu creato cardinale (1536) e inserito nella commissione di riforma della Curia romana, che nel 1537 produsse un importante e inattuato documento, il Consilium de Emendanda Ecclesia.
Il 7 gennaio 1538 entrò nella Commissione incaricata di preparare il Concilio ecumenico. La commissione fu ampliata con l'ingresso di nuovi cardinali; anche le tematiche da affrontare furono ampliate, includendo la riforma della Curia romana e dei suoi funzionari (27 agosto 1540).
Tra i due schieramenti in cui si divideva il collegio cardinalizio dell'epoca, gli intransigenti (intenzionati a reprimere qualsiasi forma di eresia) e gli spiritualisti, il Carafa si collocò tra i primi. Rispetto alle due grandi potenze europee dell'epoca, l'impero e il regno di Francia, si schierò col partito francofilo. Nel concistoro del 15 luglio 1541 Paolo III concesse ai cardinali Gian Pietro Carafa e a Girolamo Aleandro i poteri per coordinare l'attività dell'inquisizione. Dopo la morte del cardinal Aleandro, il 4 luglio 1542 affiancò a Carafa una commissione di cardinali, che comprendeva gli intransigenti Pier Paolo Parisio, Bartolomeo Guidiccioni e Dionisio Laurerio e i due concilianti Giovanni Morone e Tommaso Badia. 
Nel 1542 il Carafa riuscì a ottenere da Paolo III l'istituzione della Congregazione della sacra romana e universale Inquisizione (bolla Licet ab initio del 21 luglio 1542). La commissione dei sei cardinali fu riequilibrata sostituendo Giovani Morone, che era direttamente coinvolto in quanto vescovo di Modena, città in cui si erano diffuse le idee riformatrici, con Juan Álvarez de Toledo. Fino ad allora l'inquisizione era stata gestita dalle singole diocesi (escluso il Regno di Spagna). Il provvedimento creava un organismo centralizzato incaricato di vigilare sulle questioni della fede e della difesa della Chiesa dalle eresie. Lo stesso Carafa ne fu il primo presidente. 
Partecipò al Concilio di Trento (1545-1563) e a tre conclavi.

### Cronologia incarichi
- 1500: entra nella Curia romana come cameriere pontificio;
- 1503: è nominato protonotario apostolico;
- 30 luglio 1505: è nominato vescovo di Chieti;
- 1506: è nunzio in Spagna;
- 1513-1514: è legato apostolico in Inghilterra;
- 1515-1519: è nunzio in Spagna e nelle Fiandre;
- 20 dicembre 1518: è nominato arcivescovo di Brindisi e Oria (conserva la cattedra fino all'elezione papale);
- Agosto 1524: è superiore dell'Ordine dei Teatini;
- 22 dicembre 1536: è creato cardinale presbitero;
- 15 gennaio – 24 settembre 1537: assume il titolo cardinalizio di San Pancrazio fuori le mura;
- 24 settembre 1537 – 6 luglio 1541: assume il titolo cardinalizio di San Sisto;
- 6 luglio 1541 – 24 settembre 1543: è cardinale di San Clemente;
- 21 luglio 1542: è al vertice dell'Inquisizione romana (prefetto della Congregazione del Sant'Uffizio);
- 24 settembre 1543 – 17 ottobre 1544: è cardinale di Santa Maria in Trastevere;
- 17 ottobre 1544 - 8 ottobre 1546: è vescovo di Albano;
- 8 ottobre 1546 - 28 febbraio 1550: è vescovo della Sabina;
- 22 febbraio 1549 - 23 maggio 1555: è arcivescovo di Napoli (non poté mai assolvere a questo incarico per la tenace e feroce opposizione dell'imperatore Carlo V d'Asburgo a cui Napoli apparteneva in quanto possedimento spagnolo);
- 28 febbraio 1550 - 29 novembre 1553: è vescovo di Frascati;
- 29 novembre - 11 dicembre 1553: è vescovo di Porto;
- 1553: è nominato Decano del collegio cardinalizio;
- 11 dicembre 1553 - 23 maggio 1555: è vescovo di Ostia;
- 23 maggio 1555: elezione a romano pontefice. Il 26 maggio fu incoronato dal cardinale Francesco Pisani. Assunse il nome pontificale di Paolo probabilmente in riconoscenza al pontefice che lo creò cardinale, Paolo III.

### Il conclave del maggio 1555
Il conclave si tenne dal 15 al 23 maggio 1555. Vi parteciparono 56 cardinali (secondo Salvador Miranda), oppure 44-45 cardinali (secondo John Paul Adams ).
Eletto all'età di 78 anni, Paolo IV fu il più anziano pontefice alla data dell'elezione dai tempi di papa Gregorio XII (circa 1335-1417), che fu papa fino all'età di 80 anni.
Prima di lui, l'ultimo pontefice proveniente dal Regno di Napoli era stato papa Innocenzo VII (circa 1336-1406), nato a Sulmona.

## Il pontificato

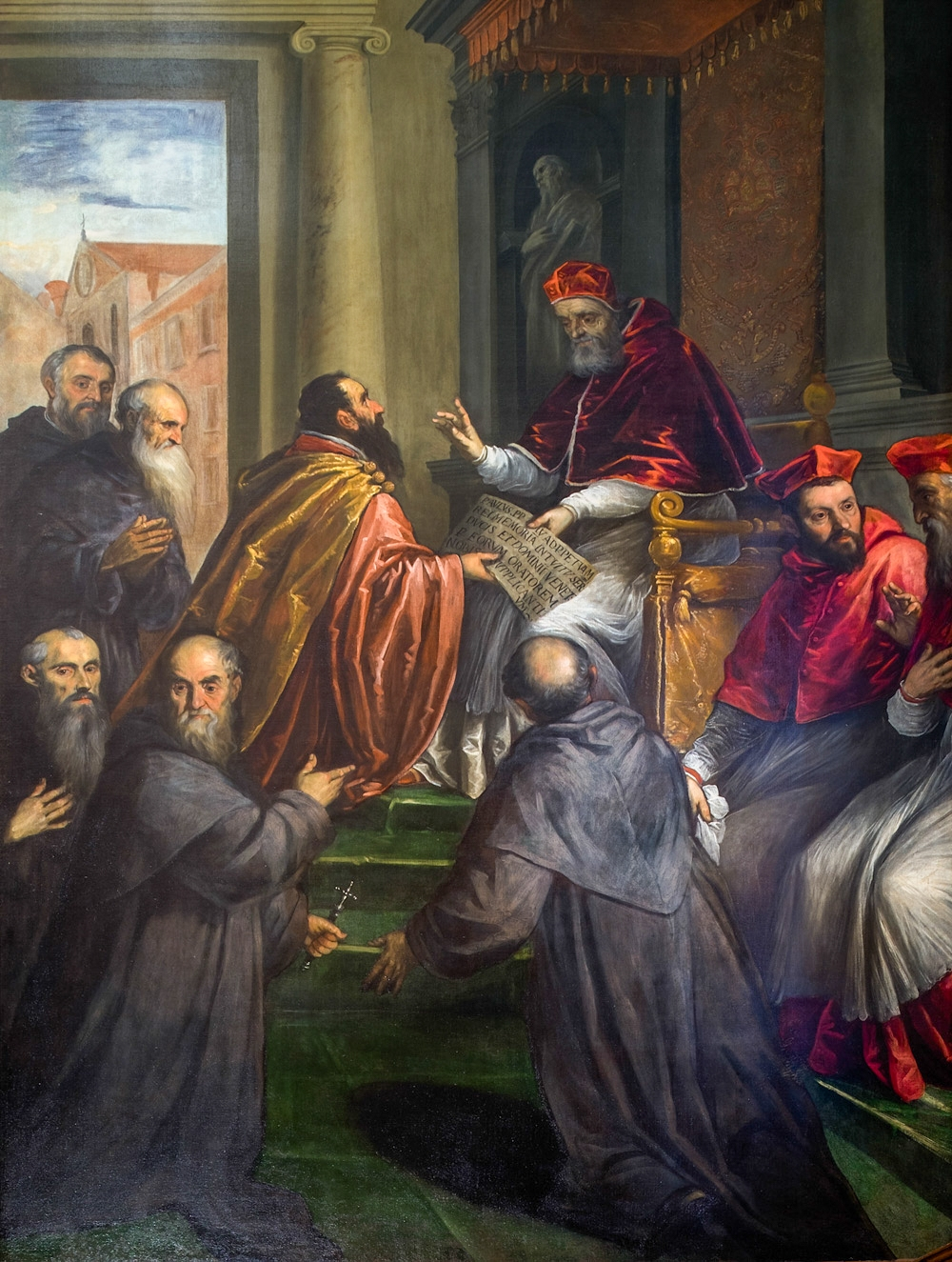
Jacopo Palma il Giovane, Paolo IV consegna un breve all’ambasciatore veneziano, 1590 ca. (olio su tela, 350 x 223 cm, Oratorio dei Crociferi).

### L'Inquisizione romana
Già nel periodo in cui presiedeva la Congregazione del Sant'Uffizio, il cardinale Carafa aveva promosso e in parte anche condotto processi per eresia che coinvolsero grandi personalità della Chiesa di allora. Particolare attenzione fu rivolta al circolo dei cosiddetti Spirituali, presenti all'interno della Chiesa, che sostenevano tesi vicine a quelle dei protestanti; tra questi erano Giovanni Morone e Vittore Soranzo. Si erano raccolti corposi, per così dire, dossier anche su diversi cardinali (tra cui l'arcivescovo di Canterbury Reginald Pole), ma il processo era stato bloccato da papa Giulio III (1550-1555), contrario a una politica così repressiva nei confronti dei vertici della Chiesa.
Una volta diventato papa, uno dei suoi primi provvedimenti fu volto a innalzare l'Inquisizione a organo di governo della Chiesa a tutti gli effetti. Diventarono di competenza del tribunale del Sant'Uffizio anche la repressione degli abusi ecclesiastici (come ad esempio il cumulo di benefici) e la riforma della Curia romana. Il raggio d'azione del tribunale si allargò quindi, dal solo ambito dottrinale fino a quello politico e amministrativo. Il papa presenziò di persona a molte riunioni della Congregazione. Nominò Grande Inquisitore il cardinale Michele Ghislieri. Il pontefice lo incaricò di riprendere i vecchi “dossier”: furono riaperti processi già conclusi e ne vennero inaugurati di nuovi.
Uno dei vescovi che si trovò a dover affrontare un secondo processo fu Vittore Soranzo, già condannato una prima volta e che aveva da anni perso ogni potere nella diocesi di Bergamo, sostituito da un vicario nominato dal Sant'Uffizio. Non sono ben chiari i contorni di questo secondo processo del 1556-1557, per via della carenza di fonti, ma sappiamo che Soranzo, richiamato più volte a Roma, non si poté presentare perché gravemente ammalato. Morirà infatti il 13 maggio 1558, pochi giorni dopo la conclusione del processo, che lo aveva condannato alla privazione del vescovado.
Un'altra vittima illustre della campagna di repressione avviata dal pontefice fu il cardinale Giovanni Morone, nel 1555 avversario del pontefice nel conclave che portò alla sua elezione. Il 31 maggio 1557 Paolo IV lo fece arrestare e imprigionare in Castel Sant'Angelo sotto l'accusa di essere un sostenitore dell'eresia luterana. Sottoposto a processo, Morone riottenne la libertà soltanto dopo la morte di Paolo IV.
Non furono solo queste importanti personalità, protagoniste della corrente "moderata" e "riformata" del cattolicesimo cinquecentesco a essere processate durante il pontificato di Paolo IV: la sua fu infatti un'operazione molto più estesa e capillare. Solo per citare alcuni altri vescovi inquisiti: Alberto Duimio, vescovo di Veglia, Andrea Centanni, vescovo di Limassol, Pietro Antonio Di Capua, arcivescovo di Otranto ed Egidio Foscarari, vescovo di Modena.  Sotto il suo pontificato, Pomponio Algieri, studente dell’Università di Padova estradato dalla Repubblica di Venezia, rifiutatosi di abiurare la fede protestante, fu giustiziato a Piazza Navona a Roma, il 19 agosto 1556, per immersione in una caldaia d'olio bollente, pece e trementina.
Il pontefice cercò anche di introdurre l'inquisizione in Francia, scontrandosi però con l'opposizione del Parlamento parigino.
Nel 1557 l'Inquisizione istituì l'elenco delle pubblicazioni a stampa di cui la Santa Sede vietava la diffusione, chiamato Index librorum prohibitorum (Indice dei libri proibiti). Il papa non approvò la prima edizione, uscita quell'anno, concedendo il placet alla seconda stesura, pubblicata il 30 dicembre 1558. Le proibizioni erano divise in tre classi: la prima comprendeva una serie di autori la cui produzione era proibita in toto, la seconda riguardava le singole opere condannate (ma non gli autori); la terza conteneva a sua volta tre tipologie di opere: a) i volumi anonimi, cioè quelli che non recassero indicazioni tipografiche; b) le opere che non avevano ricevuto il permesso ecclesiastico; c) tutti i libri di astrologia e magia. In tutto, considerando anche gli errori dei compilatori, l'Indice comprendeva 904 titoli. Tra i nomi di autori che vengono oggi riconosciuti come figure importanti della cultura europea, vi è anche quello di Erasmo da Rotterdam.
All'indice era allegata una lista di 45 edizioni di Bibbie e Nuovi Testamenti proibiti, nonché di stampatori messi al bando.

L'Indice promulgato sotto Paolo IV (detto quindi paolino) è estremamente più severo di quelli dei suoi successori, a cominciare da quello promosso da papa Pio IV (detto tridentino, poiché discusso durante il Concilio di Trento).

### Altri documenti del pontificato
- Costituzione apostolica Ex Clementis (1º luglio 1555): conferma quanto precedentemente approvato dal predecessore Martino V sulla figura del sindaco apostolico e ne estende i poteri;
- Vengono attuate: la revisione delle procedure per l'assegnazione delle diocesi e la riforma disciplinare dei conventi e dei monasteri (giugno-agosto 1555);
- Costituzione apostolica "Cum quorundam" (1555): viene espressa la condanna contro coloro i quali credono che Gesù sia stato concepito non già "per opera dello Spirito Santo", "ma dal seme di Giuseppe, come gli altri uomini"[11];
- Motu proprio Cum saepius (9 gennaio 1556);
- Il 22 gennaio 1557 il pontefice creò la Congregazione del terrore degli uffiziali di Roma (organismo oggi soppresso);
- Bolla Inter coeteras (27 novembre 1557): si prendono misure contro coloro che per ottenere benefici ricorrono a varie frodi, come quella di assumere false generalità;
- Nel 1558 il pontefice nominò una commissione di riforma del Messale e del breviario romano.

### Provvedimenti verso gli ebrei
Paolo IV interruppe il tradizionale rapporto di tolleranza tra la Chiesa cattolica e gli ebrei. Con la bolla Cum nimis absurdum del 14 luglio 1555, il pontefice revocò tutti i diritti concessi agli ebrei romani e ordinò l'istituzione del ghetto, chiamato "Serraglio degli ebrei". Già presente a Venezia e in altre città europee, fu il primo dello Stato Pontificio. Gli ebrei vennero costretti a vivere reclusi in una specifica zona del rione Sant'Angelo. A Firenze Cosimo I de' Medici fece costruire il ghetto ebraico nella zona del Mercato Vecchio, l'attuale Piazza della Repubblica, in ottemperanza agli ordini pontifici.
Successivamente, anche in altre città dello Stato pontificio gli ebrei furono rinchiusi in ghetti e obbligati a portare un cappello giallo per essere riconoscibili (e un velo giallo per le donne). Paolo IV inviò ad Ancona due commissari straordinari con l'ordine di arrestare e processare tutti gli ebrei apostati. I marrani imprigionati furono sottoposti a processo dal tribunale dell'Inquisizione e alcuni furono condannati al rogo (altri furono condannati sui remi delle galee a vita): dopo essere stati torturati, venticinque marrani furono bruciati ad Ancona tra marzo e giugno del 1556.

### Relazioni con i monarchi europei

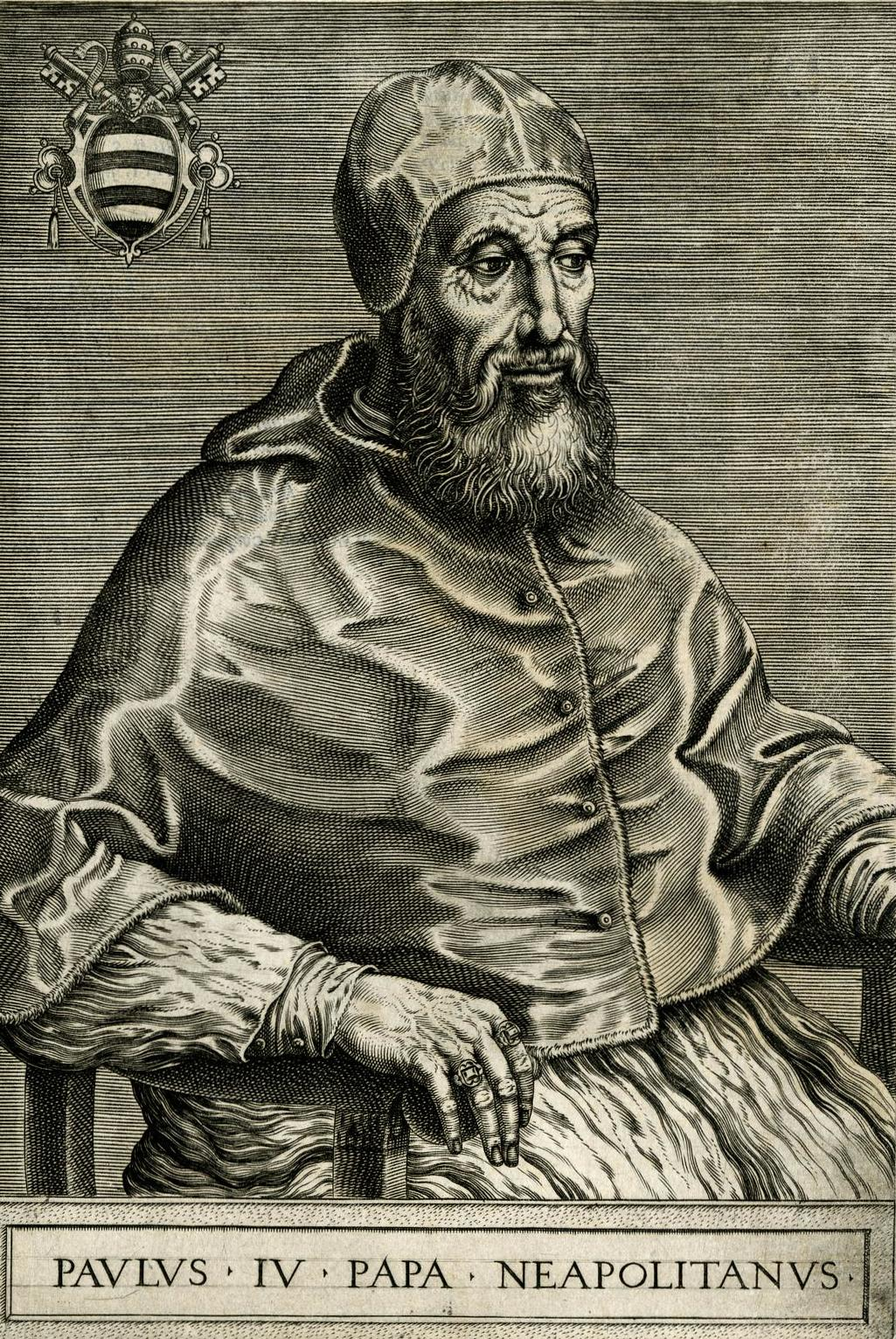
Philippe Soye, Paulus IV Papa Neapolitanus (1568); incisione, 23,9×16,5 cm, British Museum, Londra.

#### Re di Spagna
Paolo IV apparteneva al partito filofrancese; considerava quindi la Spagna un regno ostile. Nel 1555 strinse un'alleanza segreta con il re di Francia Enrico II allo scopo di liberare il Sud Italia dal predominio spagnolo. L'alleanza segreta fu formalizzata il 15 dicembre 1555 mediante la sottoscrizione di un trattato nel quale il re di Francia si impegnò a fornire allo Stato Pontificio un esercito di 12 000 uomini. In luglio il pontefice revocò la legazione del cardinale Scipione Rebiba, facendolo tornare da Madrid.
Re Filippo II (che in Italia possedeva, oltre al Regno di Napoli anche il Ducato di Milano e proteggeva la signoria dei Medici a Firenze) decise di giocare d'anticipo: inviò in difesa di Napoli un esercito guidato da Fernando Álvarez de Toledo, grande di Spagna. L'esercito invase lo Stato Pontificio giungendo a conquistare rapidamente gran parte della campagna romana e il 18 a far cadere anche Ostia. Pur costretto all'armistizio, il pontefice non esitò a favorire il precipitare degli eventi invocando un intervento francese in funzione antispagnola, che si verificò nel gennaio 1557. La reazione francese non ebbe successo, ma gli elevati costi della guerra indussero la Spagna a concludere la pace in breve tempo. Il trattato fu siglato a Cave (vicino a Palestrina) il 12 settembre 1557.
In esso Paolo IV riconosceva Filippo II come cattolicissimo sovrano di Spagna, rinunciava all'alleanza con la Francia e dichiarava la neutralità dello Stato della Chiesa. La pace di Cave sancì una svolta nella politica pontificia di Paolo IV: la fine dell'alleanza con la Francia e l'inizio del suo avvicinamento alla Spagna.

#### Imperatore del Sacro Romano Impero
Paolo IV osteggiò apertamente Carlo V d'Asburgo (1500-1558), precludendo fin dall'inizio del suo pontificato ogni possibilità di stringere accordi con l'imperatore. Il pontefice condannò la pace di Augusta (passata alla storia con la celebre locuzione latina cuius regio, eius religio) siglata il 25 settembre 1555 tra Carlo V e l'alleanza dei principi protestanti (riuniti nella Lega di Smalcalda). Tale accordo sanciva la coesistenza del luteranesimo e del cattolicesimo negli stati tedeschi.
Nel 1556 Carlo V, che riuniva in sé la corona iberica e il trono imperiale, lasciò la prima al figlio Filippo II e il secondo al fratello Ferdinando I. Al momento del delicato passaggio, Paolo IV elevò la sua protesta contestandone la legittimità: l'imperatore non si era consultato prima con il pontefice.

Due anni dopo, nel 1558, mantenne la sua protesta considerando l'elezione imperiale invalidata dalla partecipazione dei principi elettori protestanti.

#### Re d'Inghilterra
L'avversione di Paolo IV per la Spagna portò a un peggioramento delle relazioni con l'Inghilterra, sul cui trono sedeva Maria I Tudor, moglie di Filippo II di Spagna. Nel 1555 il pontefice revocò a Edoardo VI d'Inghilterra la titolarità del Regno d'Irlanda, considerandolo usurpato dal monarca inglese, e l'assegnò a Filippo II (bolla Illius per quem).
Per risolvere la crisi creata in Inghilterra dopo lo scisma provocato da Enrico VIII, con il clero diviso in due tra sacerdoti ordinati da Enrico VIII e sacerdoti di persuasione cattolica, il 20 giugno 1555 Paolo IV pubblicò la bolla Praeclara Charissimi a mezzo della quale impose l'ordinazione dei sacerdoti dai vescovi e la nomina dei vescovi da parte del papa.
Dopo la morte di Maria I Tudor, avvenuta il 17 novembre 1558, si ruppe definitivamente il legame tra la Santa Sede e la Corona d'Inghilterra.

## Morte e sepoltura

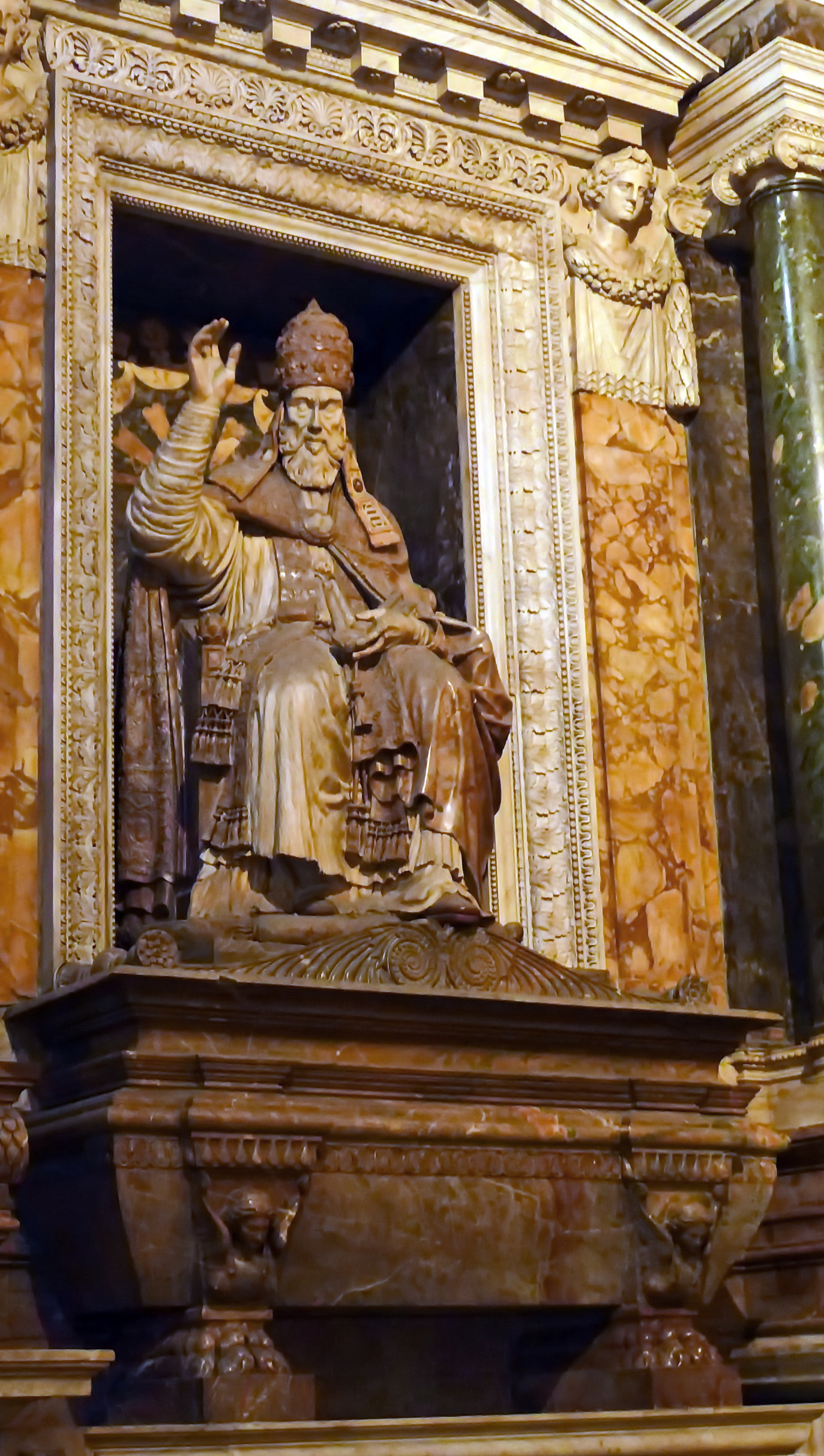
Monumento funerario di Paolo IV in Santa Maria sopra Minerva.

Paolo IV morì all'età di 83 anni la sera del 18 agosto 1559. Fu sepolto inizialmente nell'antica basilica di San Pietro in Vaticano. L'aver sviluppato l'Inquisizione gli portò il rancore del popolo romano, che all'indomani della morte ne decapitò la statua in Campidoglio.
Nel 1565 le sue spoglie furono tumulate nella Basilica di Santa Maria sopra Minerva.

## Diocesi erette da Paolo IV

### Nuove diocesi
- 4 febbraio 1558 (bolla Pro excellenti praeeminentia):
  - Diocesi di Cochin, nella regione indiana del Malabar (il territorio fu ricavato dalla diocesi di Goa);
  - Diocesi di Malacca, comprendente tutto l'Estremo Oriente.
- 12 maggio 1559 (bolla Super universas): furono riorganizzate le circoscrizioni ecclesiastiche dei Paesi Bassi spagnoli; vennero istituite quattordici nuove diocesi:
  - Arcidiocesi di Mechelen (dalle diocesi di Cambrai e di Liegi);
  - Diocesi di Anversa (idem);
  - Diocesi di Namur (idem);
  - Diocesi di Bruges (il cui territorio fu ricavato dalla diocesi di Tournai);
  - Diocesi di Gand (dalle diocesi di Cambrai, Tournai e Utrecht);
  - Diocesi di Saint-Omer (dalla diocesi di Thérouanne);
  - Diocesi di Ypres (idem);
  - Diocesi di 's-Hertogenbosch (dalla diocesi di Liegi);
  - Diocesi di Roermond (dall'arcidiocesi di Colonia e dalla diocesi di Liegi);
  - Diocesi di Haarlem (dalla diocesi di Utrecht);
  - Diocesi di Deventer (idem);
  - Diocesi di Groninga (idem);
  - Diocesi di Leeuwarden (idem);
  - Diocesi di Middelburg (idem).

### Elevazioni al rango di arcidiocesi
- 4 febbraio 1558 (bolla Pro excellenti praeeminentia):
  - Diocesi di Goa (India, elevata al rango di arcidiocesi metropolitana);
- 12 maggio 1559 (bolla Super universas): 
  - Diocesi di Cambrai (Francia del Nord, elevata al rango di arcidiocesi metropolitana);
  - Diocesi di Utrecht (elevata al rango di arcidiocesi metropolitana).

## Concistori per la creazione di nuovi cardinali
Papa Paolo IV durante il suo pontificato ha creato 19 cardinali nel corso di 4 distinti concistori.

## Discendenza
- Il fratello maggiore di Paolo IV, Giovanni Alfonso Carafa, ebbe come figli:
  - Giovanni (m. 1561), uomo d'armi;
  - Antonio (m. 1588); uomo d'armi, fu Capitano generale della Chiesa, ossia governatore generale delle armate pontificie, e duca di Paliano;
  - Carlo (1517-1561), che lo stesso Paolo IV creò cardinale e scelse come cardinal nipote. Lo nominò anche Segretario di Stato, poi lo sollevò dall'incarico a causa della sua condotta morale dissoluta.

Antonio ebbe un figlio, Alfonso (1540-1565), che morì in giovane età.
Un altro fratello di Paolo IV, Giovanni Francesco Carafa, ebbe come figlio secondogenito Diomede (1492-1560), che lo stesso Paolo IV creò cardinale.

## Genealogia episcopale e successione apostolica
La genealogia episcopale è:
- Vescovo Leone de Simone
- Cardinale Oliviero Carafa
- Papa Paolo IV

La successione apostolica è:
- Arcivescovo Felice Trofino (1524)
- Cardinale Benedetto Accolti il Giovane (1524)
- Vescovo Gian Matteo Giberti (1524)
- Vescovo Tommaso Campeggi (1526)
- Cardinale Girolamo Aleandro (1528)
- Vescovo Luigi Lippomano (1538)
- Vescovo Giovanni Rinaldi Montorio (1539)
- Papa Marcello II (1555)

## Ascendenza
|                                                      |                                             |                      | Genitori                                        |  |  | Nonni |  |  | Bisnonni                                 |  |  | Trisnonni       |  |
|                                                      |                                             |                      |                                                 |  |  |       |  |  | Antonio Carafa, signore di Pescolanciano |  |  | Giovanni Carafa |  |
|                                                      |                                             |                      |                                                 |  |  |       |  |  | Antonio Carafa, signore di Pescolanciano |  |  | Giovanni Carafa |  |
|                                                      |                                             | Mariella Mariscalco  |                                                 |  |  |       |  |  | Antonio Carafa, signore di Pescolanciano |  |  |                 |  |
| Diomede I Carafa della Stadera, I conte di Maddaloni |                                             |                      |                                                 |  |  |       |  |  | Antonio Carafa, signore di Pescolanciano |  |  |                 |  |
|                                                      |                                             | Caterina Farfalla    | ?                                               |  |  |       |  |  |                                          |  |  |                 |  |
|                                                      |                                             | Caterina Farfalla    | ?                                               |  |  |       |  |  |                                          |  |  |                 |  |
|                                                      |                                             | Caterina Farfalla    | ?                                               |  |  |       |  |  |                                          |  |  |                 |  |
| Giovanni Antonio Carafa della Stadera                |                                             | Caterina Farfalla    |                                                 |  |  |       |  |  |                                          |  |  |                 |  |
|                                                      |                                             | Paolo Caracciolo     | Marino Caracciolo                               |  |  |       |  |  |                                          |  |  |                 |  |
|                                                      |                                             | Paolo Caracciolo     | Marino Caracciolo                               |  |  |       |  |  |                                          |  |  |                 |  |
|                                                      |                                             | Paolo Caracciolo     | Elena Caracciolo                                |  |  |       |  |  |                                          |  |  |                 |  |
| Maria Caracciolo                                     |                                             | Paolo Caracciolo     |                                                 |  |  |       |  |  |                                          |  |  |                 |  |
|                                                      |                                             | Francesca Caracciolo | ?                                               |  |  |       |  |  |                                          |  |  |                 |  |
|                                                      |                                             | Francesca Caracciolo | ?                                               |  |  |       |  |  |                                          |  |  |                 |  |
|                                                      |                                             | Francesca Caracciolo | ?                                               |  |  |       |  |  |                                          |  |  |                 |  |
| Paolo IV                                             |                                             | Francesca Caracciolo |                                                 |  |  |       |  |  |                                          |  |  |                 |  |
|                                                      | Luigi II Camponeschi, III conte di Montorio | Battista Camponeschi |                                                 |  |  |       |  |  |                                          |  |  |                 |  |
|                                                      | Luigi II Camponeschi, III conte di Montorio | Battista Camponeschi |                                                 |  |  |       |  |  |                                          |  |  |                 |  |
|                                                      | Luigi II Camponeschi, III conte di Montorio | Chiara Gaglioffi     |                                                 |  |  |       |  |  |                                          |  |  |                 |  |
| Pietro Lalle Camponeschi, IV conte di Montorio       | Luigi II Camponeschi, III conte di Montorio |                      |                                                 |  |  |       |  |  |                                          |  |  |                 |  |
|                                                      |                                             | Beatrice Gaglioffi   | ?                                               |  |  |       |  |  |                                          |  |  |                 |  |
|                                                      |                                             | Beatrice Gaglioffi   | ?                                               |  |  |       |  |  |                                          |  |  |                 |  |
|                                                      |                                             | Beatrice Gaglioffi   | ?                                               |  |  |       |  |  |                                          |  |  |                 |  |
| Vittoria Camponeschi                                 |                                             | Beatrice Gaglioffi   |                                                 |  |  |       |  |  |                                          |  |  |                 |  |
|                                                      |                                             | Rui Vaz Pereira      | Gonçalo Pereira, signore di Cabeceiras de Basto |  |  |       |  |  |                                          |  |  |                 |  |
|                                                      |                                             | Rui Vaz Pereira      | Gonçalo Pereira, signore di Cabeceiras de Basto |  |  |       |  |  |                                          |  |  |                 |  |
|                                                      |                                             | Rui Vaz Pereira      | Maria de Miranda                                |  |  |       |  |  |                                          |  |  |                 |  |
| Maria Pereira y Noroña                               |                                             | Rui Vaz Pereira      |                                                 |  |  |       |  |  |                                          |  |  |                 |  |
|                                                      |                                             | Beatriz de Noroña    | Alfonso Enrico di Castiglia, conte di Gijón     |  |  |       |  |  |                                          |  |  |                 |  |
|                                                      |                                             | Beatriz de Noroña    | Alfonso Enrico di Castiglia, conte di Gijón     |  |  |       |  |  |                                          |  |  |                 |  |
|                                                      |                                             | Beatriz de Noroña    | ?                                               |  |  |       |  |  |                                          |  |  |                 |  |
|                                                      |                                             | Beatriz de Noroña    |                                                 |  |  |       |  |  |                                          |  |  |                 |  |